# Elondust Patrick Johnson
Elondust Patrick Johnson (* 1. März 1967 in Hickory, North Carolina) (oft E. Patrick Johnson) ist ein US-amerikanischer Soziologe und Autor.

## Leben
Johnson studierte Soziologie an der University of North Carolina, University of North Carolina at Chapel Hill und an der Louisiana State University. Seit 2000 ist er als Professor an der Northwestern University für Performance Studies und African American Studies tätig. Sein Schwerpunkt liegt auf den Themen Ethnie, Gender, Sexualität und Darstellung.

## Werke (Auswahl)

### Bücher
- Honeypot: Black Southern Women Who Love Women, University of North Carolina Press, 2019[2]
- Black. Queer. Southern. Women—An Oral History, University of North Carolina Press, 2019
- Sweet Tea: Black Gay Men of the South—An Oral History, University of North Carolina Press, 2008
- Appropriating Blackness: Performance and the Politics of Authenticity, Duke University Press, 2003

### Weitere Werke
- Blacktino Queer Performance (gemeinsam mit Ramon Rivera-Servera). Duke University Press, 2016
- No Tea, No Shade: New Writings in Black Queer Studies, Duke University Press, 2016
- Cultural Struggles: Performance, Ethnography, Praxis, Edited collection of essays by Dwight Conquergood. University of Michigan Press, 2013
- solo/black/woman: scripts, interviews, essays. (gemeinsam mit Ramon Rivera-Servera), Northwestern University Press, 2013
- Black Queer Studies: A Critical Anthology. (gemeinsam mit Mae G. Henderson), Duke University Press, 2005

### Artikel in Journalen (Auswahl)
- "Put a Little Honey in My Sweet Tea: Oral History as Quare Performance." Women’s Studies Quarterly 44.3/4 (Herbst/Winter 2016): 51–67.
- "In Search of My Queer Fathers (In Response to Bishop Eddie Long)." Cultural Studies ↔ Critical Methodologies 14.2 (April 2014): 124–127.
- "To Be Young, Gifted, and Queer: Race and Sex in the New Black Studies." The Black Scholar 44.2 (Sommer 2014): 50–58.
- "Pleasure and Pain in Black Queer Oral History and Performance." (with Jason Ruiz) QED: A Journal of GLBTQ Worldmaking 1.2 (Sommer 2014): 160–170.
- "After You've Done All You Can: On Queer Performance and Censorship." Text and Performance Quarterly 33.3 (Juli 2013): 212–213.
- "A Revelatory Distillation of Experience." Women’s Studies Quarterly 40.3 (2012): 311–314.
- "From Page to Stage: The Making of Sweet Tea." Text and Performance Quarterly 32.3 (2012): 248–253.
- "Queer Epistemologies: Theorizing the Self from a Writerly Placed Called Home." Biography 34.3 (2011): 429–446.
- "Poor 'Black' Theatre." Theatre History Studies 30 (2010): 1–13.
- "Stranger Blues: Otherness, Pedagogy, and a Sense of Home." TriQuarterly 131 (2008): 112–127.
- "The Pot Calling the Kettle 'Black'." Theatre Journal, 57.4 (2005): 605–608.
- "Specter of the Black Fag: Parody, Blackness, & Homo/Heterosexual B(r)others." Journal of Homosexuality 45.2/3/4 (2003): 217–234.
- "Strange Fruit: A Performance About Identity Politics." The Drama Review, T178 (Sommer) 2003: 88–116.
- "Performing Blackness Down Under: The Café of the Gate of Salvation." Text and Performance Quarterly 22 (April 2002): 99–119. Reprinted in 21st Century African American Social Issues: A Reader. Ed. Anita McDaniel and Clyde McDaniel. New York: Thompson Custom Printing, 2003.
- "'Quare' Studies Or (Almost) Everything I Know About Queer Studies I Learned From My Grandmother." Text and Performance Quarterly 21 (January 2001): 1–25. Reprinted in Readings on Rhetoric and Performance. Ed. Stephen Olbrys Gencarella and Phaedra C. Pezzullo. State College, PA: Strata, 2010. 233–257. The Ashgate Research Companion to Queer Theory. Ed. Noreen Giffney and Michael O’Rourke. Farnham, England: Ashgate Publishing Company, 2009. 451–469. Sexualities and Communication in Everyday Life: A Reader. Ed. Karen Lovaas and Mercilee Jenkins. Thousand Oaks, CA: Sage Publications, 2006. 69–86, 297–300. Black Queer Studies: A Critical Anthology. Ed. E. Patrick Johnson and Mae G. Henderson. Durham: Duke University Press, 2005. 124–157.
- "Feeling the Spirit in the Dark: Expanding Notions of the Sacred in the African American Gay Community." Callaloo 21.2 (Winter/Frühling 1998): 399–416. Reprinted in The Greatest Taboo: Homosexuality in Black Communities. Ed. Delroy Constantine-Simms. Los Angeles: Alyson Publications, 2000. 88–109.
- "Getting Past the Gate(s): Inclusion/Exclusion in the African American Theoretical Canon of Henry Louis Gates." Warpland: A Journal of Black Literature and Ideas 2 (Oktober 1996): 131–140.
- "SNAP! Culture: A Different Kind of Reading." Text and Performance Quarterly 15 (April 1995): 21–42.
- "Wild Women Don't Get the Blues: A Blues Analysis of Gayl Jones' Eva's Man." OBSIDIAN II: Black Literature in Review 9 (Frühling/Sömmer 1994): 26–46.

## Auszeichnungen und Preise (Auswahl)
- 2004: Errol Hill Award für Outstanding Scholarship in African American Theatre Studies
- 2005: Martin Duberman Fellowship
- 2010: Leslie Irene Coger Award
- 2010: Chicago LGBT Hall of Fame
- 2014: Rene Castillo Otto Award für Political Theater
- 2020: Mitglied der American Academy of Arts and Sciences